# Dorian Jespers

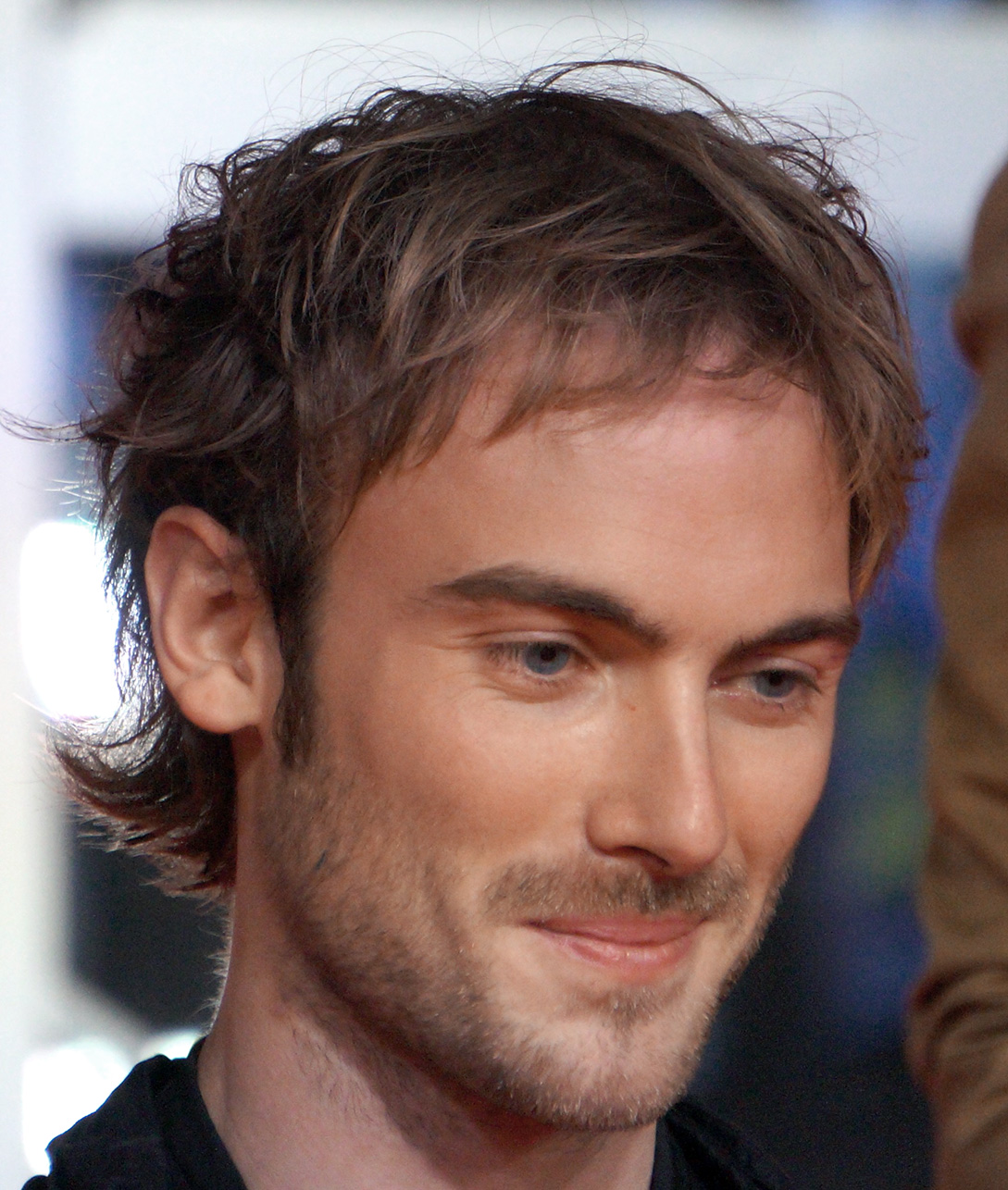
Dorian Jespers bei der Vorstellung seines Kurzfilms Sun Dog beim Film Fest Gent im Oktober 2020

Dorian Jespers (* 11. März 1993) ist ein belgischer Filmemacher. 

## Leben
Der 1993 geborene Dorian Jespers studierte Kamera am Institut Supérieur des Arts du cinéma in Brüssel und Regie an der Royal Academy of Fine Arts in Gent.
Sein Kurzfilm Sun Dog, mit dem er sein Regiedebüt gab, wurde im Jahr 2020 für den Europäischen Filmpreis nominiert.

## Auszeichnungen (Auswahl)
Chicago International Film Festival
- 2020: Nominierung für den Gold Hugo – Best Narrative Short (Sun Dog)

Europäischer Filmpreis
- 2020: Nominierung für den Besten Kurzfilm (Sun Dog)[5]

Molodist International Film Festival
- 2020: Nominierung für den Skythischen Hirsch als Bester Studentenfilm (Sun Dog)

Rotterdam International Film Festival
- 2020: Auszeichnung im Ammodo Tiger Short Competition (Sun Dog)